# Mirosław Gliński
Mirosław Gliński (* 6. Oktober 1941 in Wilna, Generalbezirk Litauen, Deutsches Reich; † 2. Januar 2020 in Danzig, Republik Polen) war ein polnischer Historiker und Museumsdirektor in Stutthof und Danzig.

## Leben
Mirosław Gliński lebte seit 1946 in Danzig. 1959 schloss er die Schulausbildung ab und begann ein Studium der Geschichte in Toruń. Seit 1964 arbeitete er nach dem Studium in der Städtischen Bibliothek als Mitarbeiter, seit 1965 in der Gedenkstätte des ehemaligen Konzentrationslagers Stutthof bei Danzig. 1967 wurde Mirosław Gliński dort Leiter der Forschungsabteilung und 1972 Direktor. Während dieser Zeit entstand unter seinen Leitung  das umfangreiche Dokumentationszentrum, das bis in die Gegenwart besteht.
1976 wurde Gliński Direktor des Museums für Geschichte der Stadt Danzig (jetzt Muzeum Gdańska). 1977 promovierte er in Danzig. 1988 wurde er als Direktor abgelöst und war seitdem als Oberkustos, Kurator, Leiter der Zweigstelle Westerplatte und seit 2005 der Historischen Abteilung des Museums tätig. 2009 ging er in den Ruhestand.
Mirosław Gliński verfasste zahlreiche Bücher zur Geschichte von Danzig und des KZ Stutthof. Er war auch einer der aktivsten Mitarbeiter der Encyklopedia Gdańska von 2012.